# Großdolmen von Serrahn
Der Großdolmen von Serrahn (auch Serrahn 2 oder Kretstein genannt) entstand zwischen 3500 und 2800 v. Chr. und ist eine Anlage der Trichterbecherkultur (TBK).
Das nordwest-südost orientierte Großsteingrab liegt im Wald bei  Serrahn, im Landkreis Rostock in Mecklenburg-Vorpommern. Die neolithische Megalithanlage hat die Sprockhoff-Nr. 385. 
Von dieser Anlage sind alle Trag- und ein Deckstein vorhanden. Es fehlen die Steine des Zugangs, der im Südwesten lag. Die Kammer war 4,5 m lang, 1,6 m hoch und 1,8 m breit. Die Diele besteht aus Rollsteinen, geglühtem Feuerstein und Lehmestrich. Die Anlage lag in einem Erdhügel, der mit einer Schicht aus Rollsteinen bedeckt war. Eine solche Bedeckung konnte bei etwa 50 Prozent der untersuchten Anlagen in Mecklenburg nachgewiesen werden. Neben tierischen fanden sich menschliche Knochen (darunter ein Schädel) sowie 53 Scherben, eine Klinge, ein Querschneider, ein hoher Topf und ein Napf. Die 1964 von Ewald Schuldt ausgegrabene und restaurierte Anlage hat einen Deckstein mit einem Schälchen. Die Untersuchung ergab, dass sie durch die Träger der Kugelamphorenkultur nachgenutzt wurde.

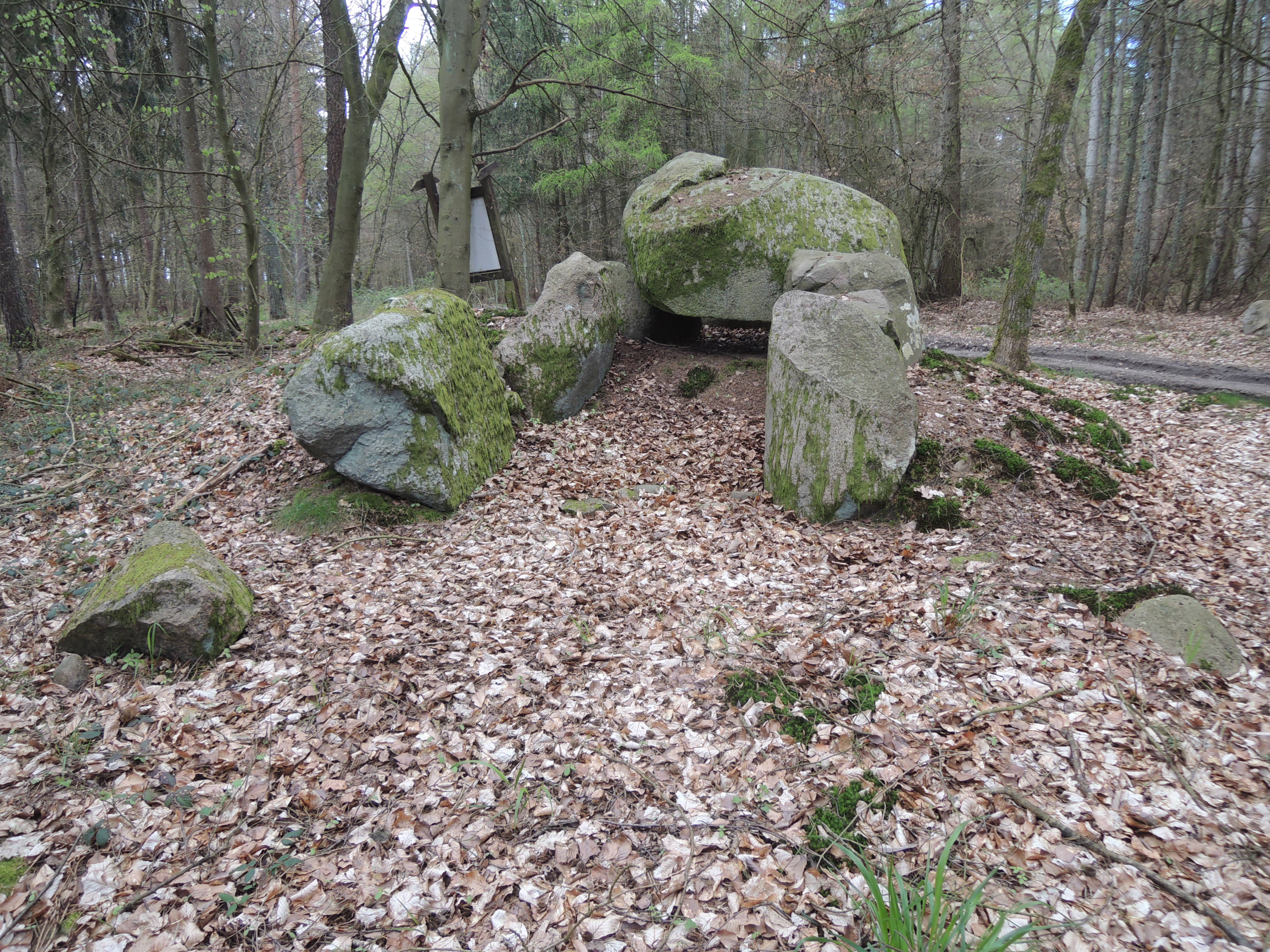
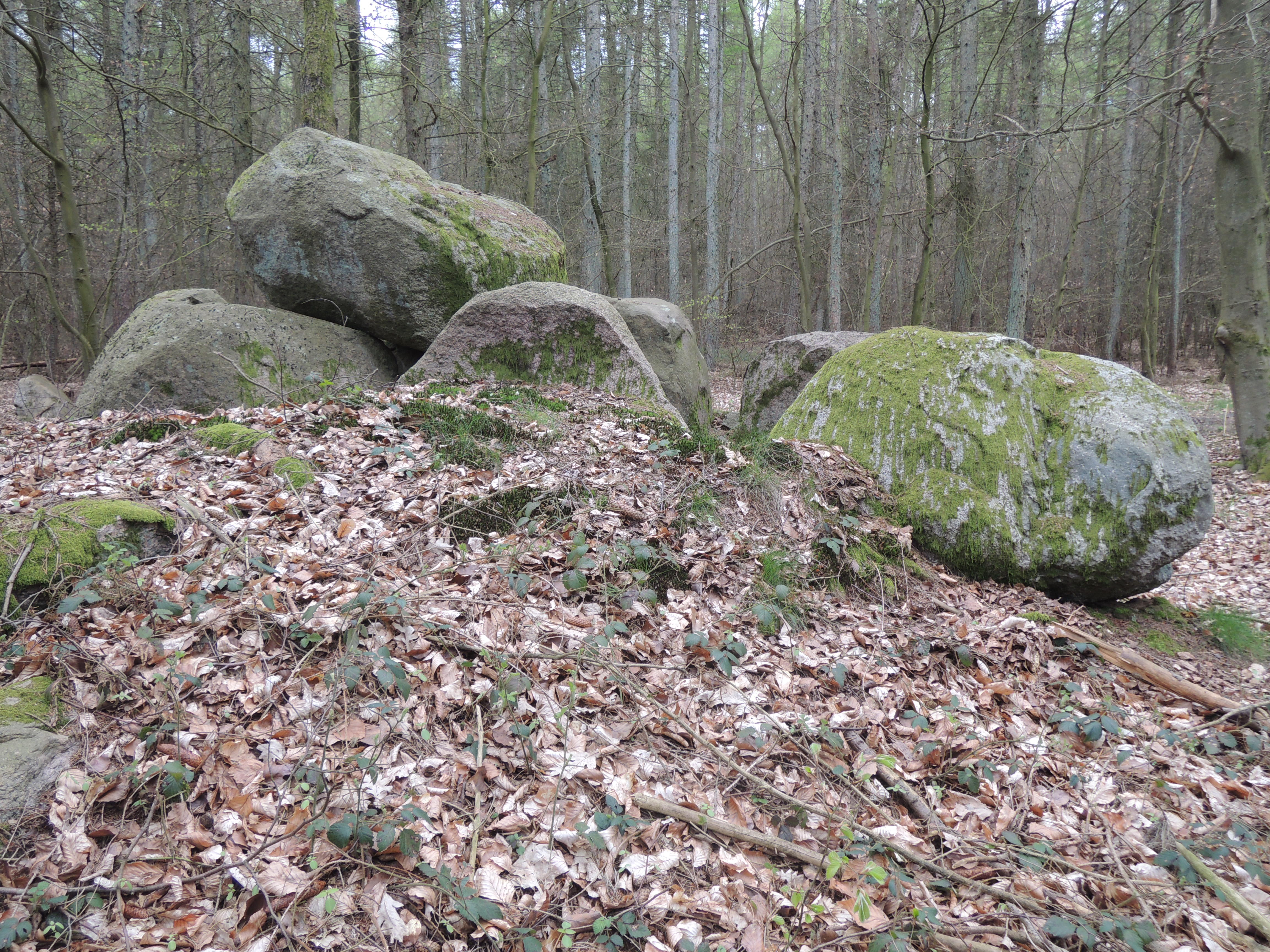
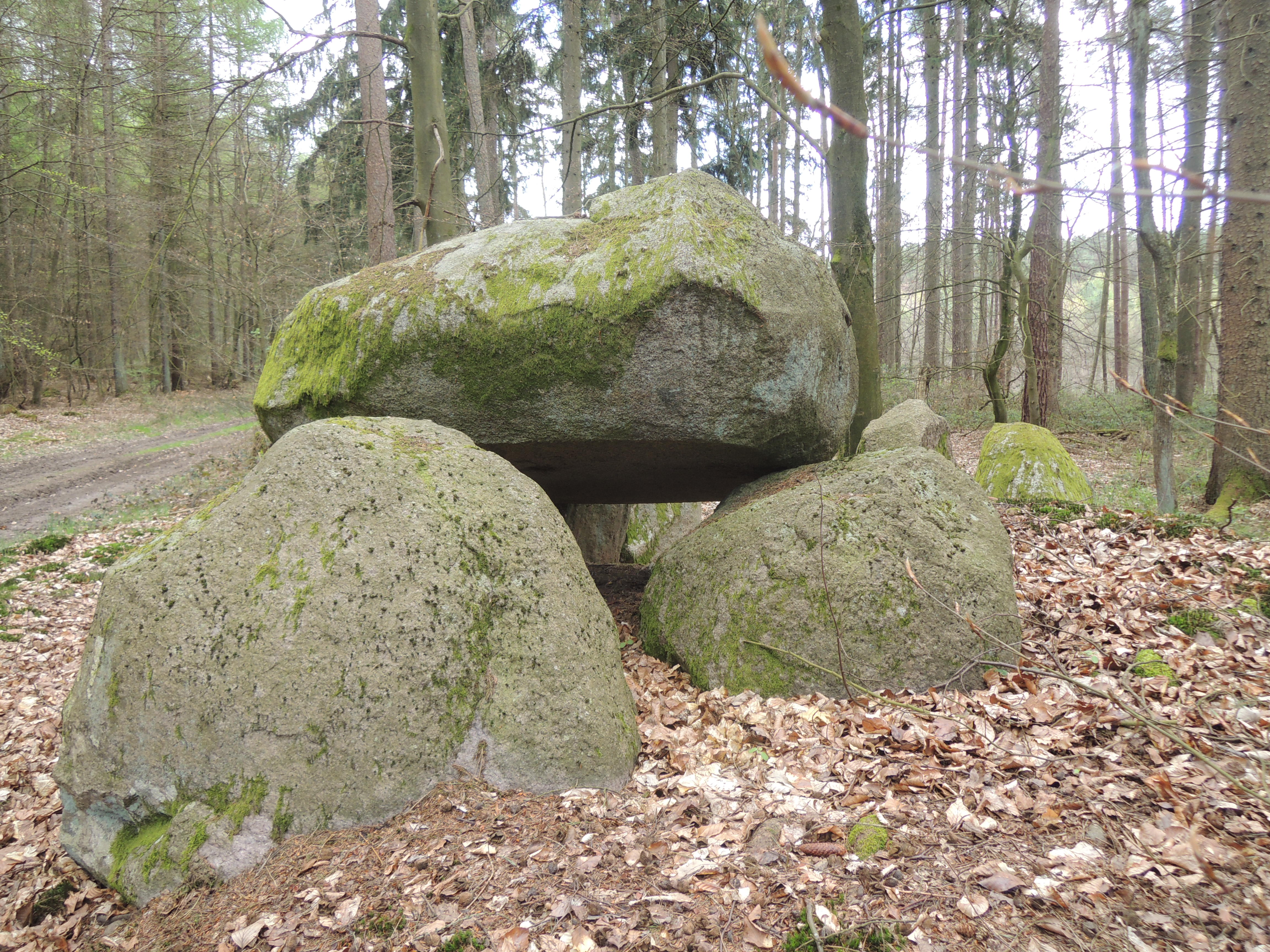
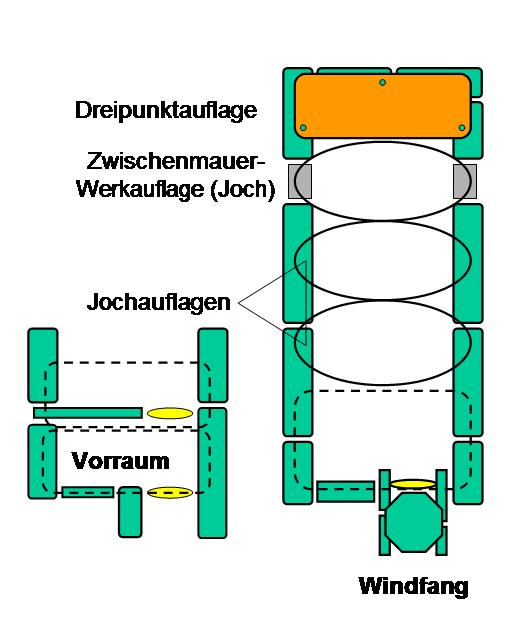
Schema Großdolmen